# مزار نظام‌الملک کبروی
مزار نظام الملک کبروی مربوط به سدهٔ ۹ ه.ق است و در کدکن، انتهای کوچه حمام واقع شده و این اثر در تاریخ ۱۰ خرداد ۱۳۸۲ با شمارهٔ ثبت ۸۹۵۴ به‌عنوان یکی از آثار ملی ایران به ثبت رسیده است.